# Kukulcania
Kukulcania is een geslacht van spinnen uit de  familie van de Filistatidae (spleetwevers).

## Soorten
- Kukulcania arizonica (Chamberlin & Ivie, 1935)
- Kukulcania brevipes (Keyserling, 1883)
- Kukulcania geophila (Chamberlin & Ivie, 1935)
  - Kukulcania geophila wawona (Chamberlin & Ivie, 1942)
- Kukulcania hibernalis (Hentz, 1842)
- Kukulcania hurca (Chamberlin & Ivie, 1942)
- Kukulcania isolinae (Alayón, 1972)
- Kukulcania tractans (O. P.-Cambridge, 1896)
- Kukulcania utahana (Chamberlin & Ivie, 1935)